# زاك هارمون
زاك هارمون (بالإنجليزية: Zac Harmon)‏ هو كاتب أغاني ومنتج أسطوانات أمريكي، ولد في عقد 1950.